# Borovak pri Podkumu
Borovak pri Podkumu – wieś w Słowenii, w gminie Zagorje ob Savi. W 2018 roku liczyła 123 mieszkańców.